# Mikroglia
Mikroglia er en gliacelletype med fagocyterende egenskaber, og betragtes som repræsentant for immunforsvaret i centralnervesystemet. Mikroglia findes i hele CNS med højest forekomst i den grå substans i hjernestammen og lillehjernen. Mikroglia aktiveres ved CNS-skade (som f.eks. hjerneblødning eller traume), hvor de bidrager til fjernelse af døde celler og infektiøse mikroorganismer. Mikroglia kan derved fagocytere ("æde") fremmed mikroorganismer, og præsentere dem for immunforsvarets T-celler. For at undgå fatale skader i CNS skal denne proces foregå hurtigt, hvilket gør at mikroglia er følsom overfor selv mindre patologiske ændringer. Ligeledes er mikroglia involveret i den normale udvikling af nervesystemet, hvor disse fagocyterer celler som undergår programmeret celledød (som led i den normale udvikling), og frigiver stimulerende vækstfaktorer.